# Loki Software
Loki Software, Inc. (a veces llamada Loki Games o Loki Entertainment Software) era una compañía de software ubicada en Tustin, California, Estados Unidos, que realizó varias conversiones de videojuegos del sistema operativo Microsoft Windows a Linux. Toma su nombre de la deidad escandinava Loki.
Loki Software fue fundada en agosto de 1998 por Scott Draeker y fue cerrada en enero de 2002.
- Datos: Q1868589